# 国家結合
国家結合（こっかけつごう）は、近代国際社会において、複数の国家が結びつき外交、内政の一部または全部を共通して処理する結合体を構成することがある。個々の国家結合における構成国と結合体との関係は様々であるが、いくつかの類型が知られている。並列的国家結合と従属的国家結合に大分類される。

## 類型

### 並列的国家結合
構成国が対等な結合形態。
同君連合
複数の国家が同一の君主（統治権者）を持つ形態
次の2類に分類される。
人的同君連合
構成国の君主位が同一人物により継承されているが、構成国が相互に独立している形態。18世紀のハノーヴァー朝によるイギリス=ハノーヴァー連合など。
物的同君連合
構成国の合意により君主の継承規定や統治機構が統合され、結合体が国際法上の主体となっている形態。19世紀のオーストリア＝ハンガリー帝国など。
国家連合
結合体が構成国との条約により統治の一部を行うが、外交主体とはならない形態。構成国はそれぞれが主権国家として国際社会に参加する。
連邦
結合体が外交権を持ち、連邦が単一の外交主体となっている形態。構成国は結合体への委任事項を除いて独自の内政を行う。代表例はアメリカ合衆国。20世紀のソビエト連邦もこの類型であるが、連邦政府と構成国の双方が外交権を行使していた点でやや特殊である。

### 従属的国家結合
構成国の間に従属関係のある結合形態。
附庸関係
大国（宗主国）の一部が独立を認められるが、その内政・外交が宗主国の拘束を受ける形態。従属する側は従属国または附庸国。オスマン帝国を宗主国とする事例が多い。
保護関係
大国（保護国）が小国（被保護国）の保護を名分として条約を結び、保護国が被保護国に代わって主権の一部を行使する形態。スイス（保護国）に対するリヒテンシュタイン（被保護国）など。

### その他
イギリス連邦などは上の分類に当てはまらない。
自由連合は保護関係に似ているが、構成国が対等な主権国家であることを前提としている点で異なる。